# Amphoe Lan Krabue
Amphoe Lan Krabue (Thai: อำเภอ ลานกระบือ) ist ein Landkreis (Amphoe – Verwaltungs-Distrikt) im nordöstlichen Teil der Provinz Kamphaeng Phet. Die Provinz Kamphaeng Phet liegt in der Nordregion von Thailand. 

## Geographie
Die Amphoe Lan Krabue wird von folgenden Amphoe begrenzt (vom Süden im Uhrzeigersinn aus gesehen): Sai Ngam und Phran Kratai der Provinz Kamphaeng Phet, Khiri Mat in der Provinz Sukhothai, Amphoe Bang Rakam in der Provinz Phitsanulok sowie Amphoe Wachirabarami in der Provinz Phichit.

## Geschichte
Das Gebiet von Lan Krabue war in der Vergangenheit von dichten Wäldern bedeckt. Infolge der vielen Salzlaken kamen zahlreiche einheimische Wasserbüffel (Bubalus bubalis) hierher, woraufhin die hier zuziehenden Menschen ihr neues Gemeinwesen Ban Lan Khwai nannten. Khwai (ควาย) ist der thailändische Name der Büffel. Nachdem mehr und mehr Menschen hier siedelten, wertete die Regierung das Dorf zu einer Tambon Lan Krabue auf.
Die Amphoe Lan Krabue wurde am 16. Juni 1977 zunächst als „Zweigkreis“ (King Amphoe) geschaffen, nachdem die zwei Tambon Lan Krabue und Chong Lom aus Phran Kratai herausgelöst wurden.
Am 16. Juli 1984 erfolgte dann die Aufwertung zu einer vollberechtigten Amphoe.

## Verwaltung

### Provinzverwaltung
Der Landkreis Lan Krabue ist in sieben Tambon („Unterbezirke“ oder „Gemeinden“) eingeteilt, die sich weiter in 68 Muban („Dörfer“) unterteilen.
| Nr. | Name            | Thai       | Muban | Einw. |
| --- | --------------- | ---------- | ----- | ----- |
| 01. | Lan Krabue      | ลานกระบือ   | 11    | 8.008 |
| 02. | Chong Lom       | ช่องลม      | 08    | 5.741 |
| 03. | Nong Luang      | หนองหลวง   | 14    | 9.347 |
| 04. | Non Phluang     | โนนพลวง    | 08    | 4.663 |
| 05. | Pracha Suk San  | ประชาสุขสันต์ | 11    | 7.651 |
| 06. | Bueng Thap Raet | บึงทับแรต    | 08    | 3.260 |
| 07. | Chanthima       | จันทิมา      | 08    | 4.161 |

### Lokalverwaltung
Es gibt drei Kommunen mit „Kleinstadt“-Status (Thesaban Tambon) im Landkreis:
- Pracha Suk San (Thai: เทศบาลตำบลประชาสุขสันต์) bestehend aus dem kompletten Tambon Pracha Suk San.
- Lan Krabue (Thai: เทศบาลตำบลลานกระบือ) bestehend aus den Teilen der Tambon Lan Krabue, Non Phluang.
- Chong Lom (Thai: เทศบาลตำบลช่องลม) bestehend aus dem kompletten Tambon Chong Lom.

Außerdem gibt es fünf „Tambon-Verwaltungsorganisationen“ (องค์การบริหารส่วนตำบล – Tambon Administrative Organizations, TAO)
- Lan Krabue (Thai: องค์การบริหารส่วนตำบลลานกระบือ) bestehend aus Teilen des Tambon Lan Krabue.
- Nong Luang (Thai: องค์การบริหารส่วนตำบลหนองหลวง) bestehend aus dem kompletten Tambon Nong Luang.
- Non Phluang (Thai: องค์การบริหารส่วนตำบลโนนพลวง) bestehend aus Teilen des Tambon Non Phluang.
- Bueng Thap Raet (Thai: องค์การบริหารส่วนตำบลบึงทับแรต) bestehend aus dem kompletten Tambon Bueng Thap Raet.
- Chanthima (Thai: องค์การบริหารส่วนตำบลจันทิมา) bestehend aus dem kompletten Tambon Chanthima.